# Hookeria
Hookeria là một chi rêu trong họ Hookeriaceae.